# Oligoclada risi
Oligoclada risi is een libellensoort uit de familie van de korenbouten (Libellulidae), onderorde echte libellen (Anisoptera).
De wetenschappelijke naam Oligoclada risi is voor het eerst geldig gepubliceerd in 1984 door Geijskes.